# Oriczi
Oriczi (ros. Оричи) – osiedle typu miejskiego w Rosji, w obwodzie kirowskim, ośrodek administracyjny rejonu oriczewskiego. W 2010 liczyło 7962 mieszkańców.